# モスクワ地下鉄爆破テロ (2010年)

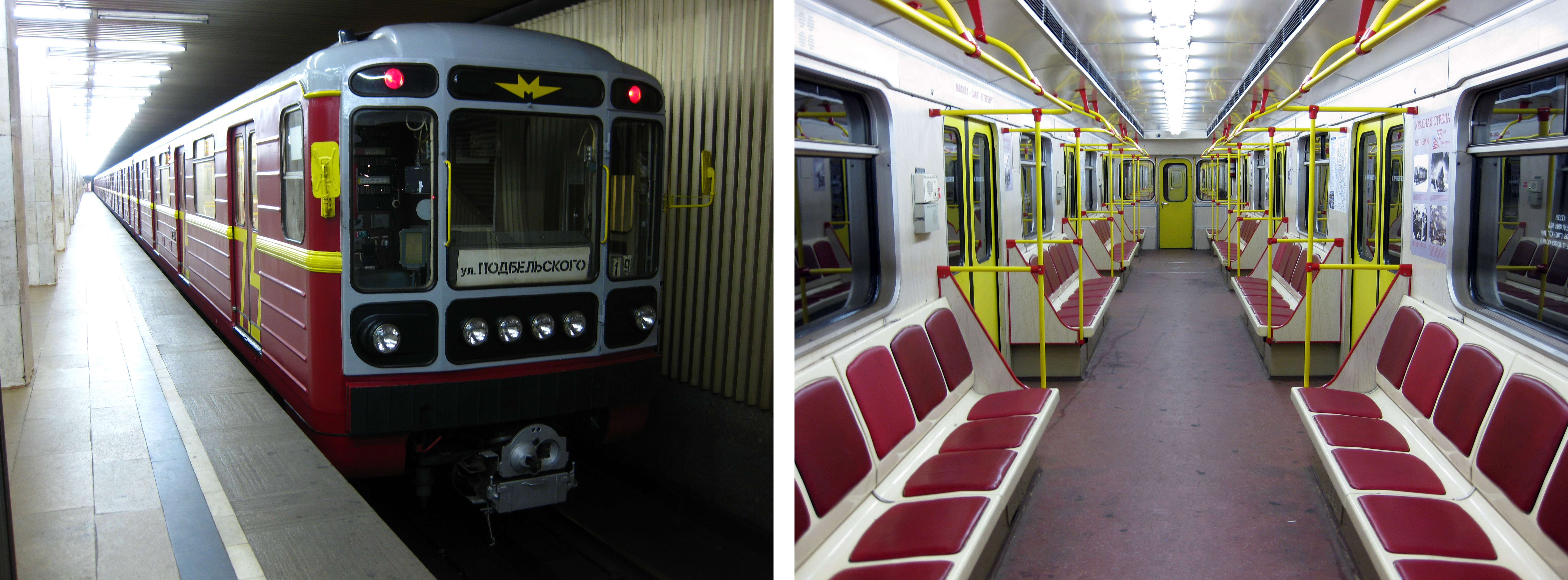
爆破された地下鉄の車両"Red arrow - 75 years"

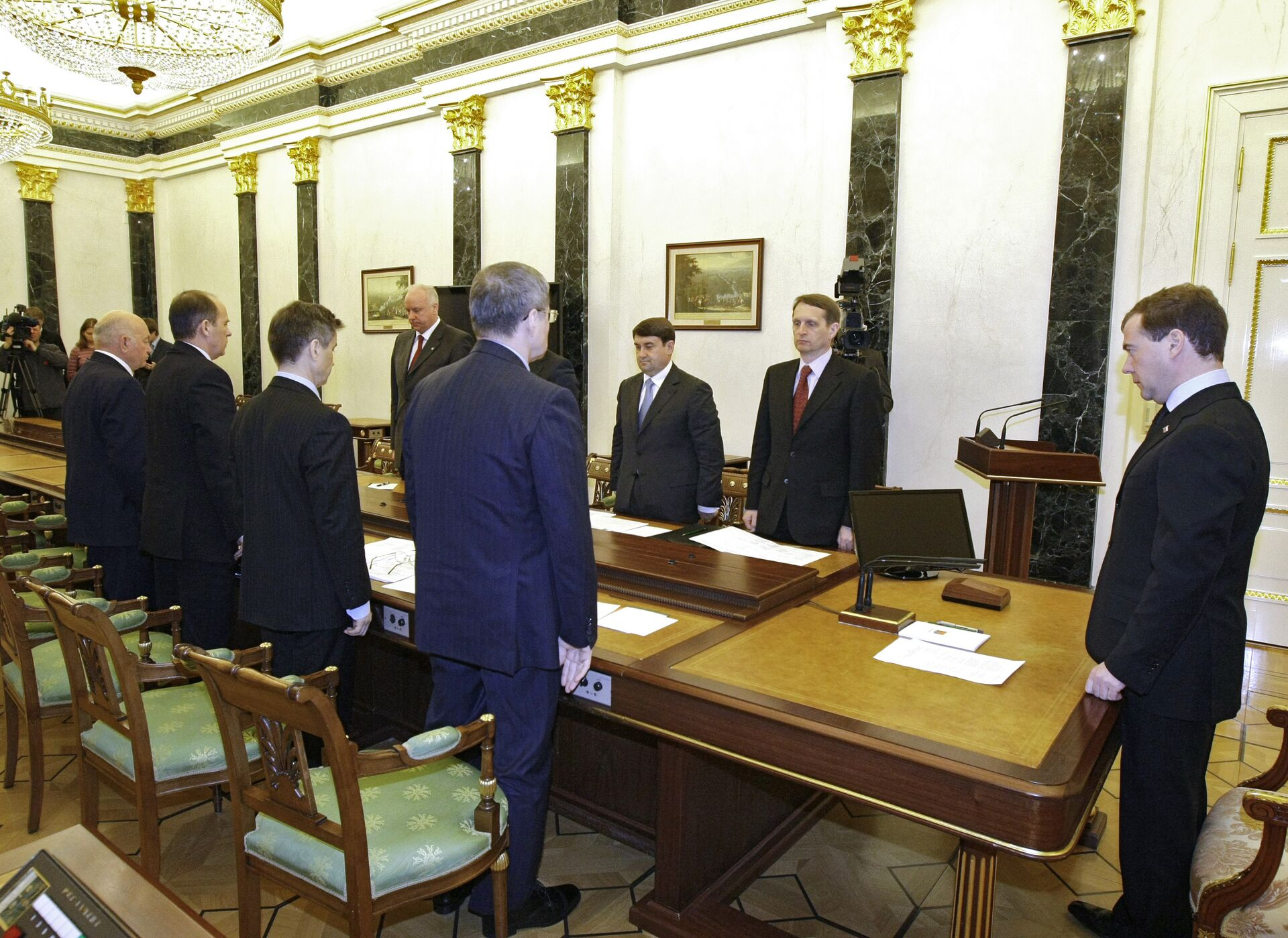
事件を受けての特別会議

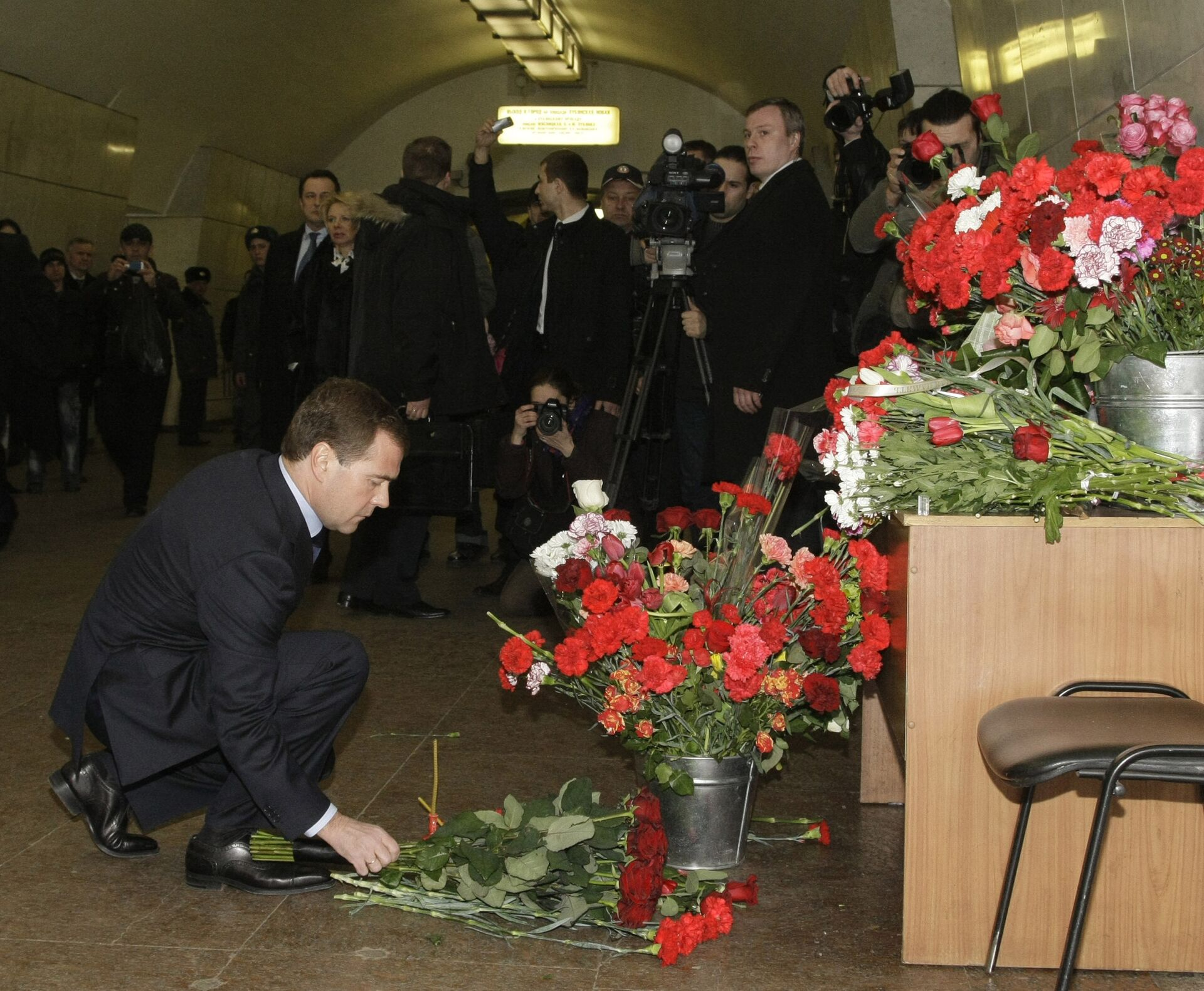
事件現場の一つルビャンカ駅に設けられた献花台に花を捧げるメドベージェフ露大統領

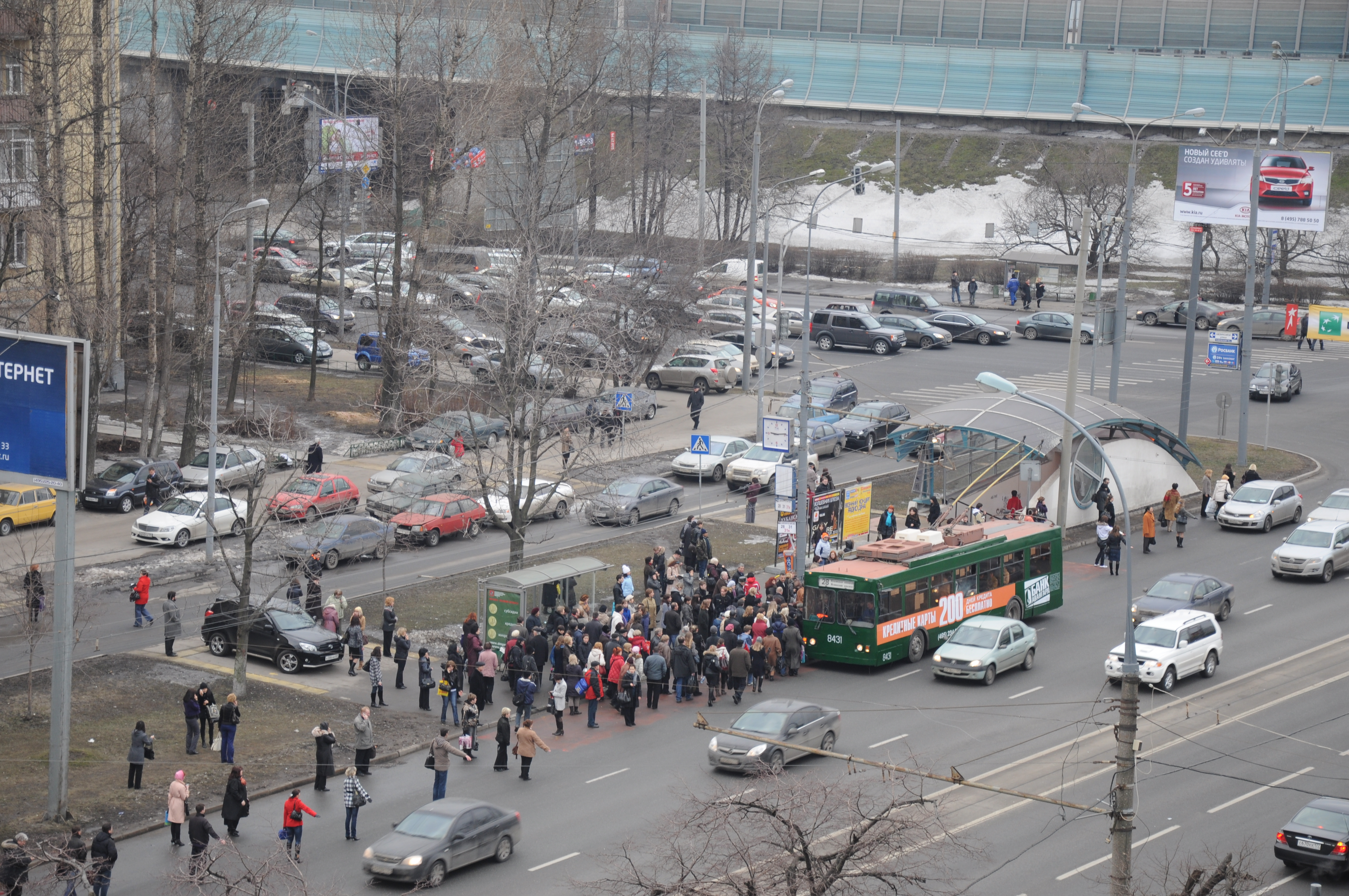
爆発後、地下鉄駅の外のトロリーバスやバスの停車場は避難する人々でごった返した。

2010年のモスクワ地下鉄爆破テロは、同年3月29日午前8時ごろ（現地時間）ロシアの首都モスクワのモスクワ地下鉄の2つの駅で起きた自爆テロのことである。

## 事件の背景
今回のテロは2009年のモスクワ・サンクトペテルブルク間列車爆破テロや2004年のモスクワ地下鉄爆破テロ、ベスラン学校占拠事件、2002年のモスクワ劇場占拠事件とともに、チェチェン分離独立派（チェチェン・イチケリア共和国）やカフカス首長国が関与していると考えられている。1999年の第二次チェチェン紛争終結後以来、チェチェン分離独立派などは世俗からイスラーム原理主義へとアプローチを移しており、イスラーム過激派によるテロがロシアで発生している。イスラーム過激派は北カフカスに「カフカス首長国」というイスラーム国家を樹立することを悲願としており、そのためのロシア政府に対するテロはジハードであり、テロリストはムジャヒディン（イスラーム戦士）と認識している。2002年以来、この「ジハード」に5000人以上の死傷者が出ている。

## 事件概要
2010年3月29日の午前7時55分から8時39分ごろまでに、ロシアの首都モスクワの地下鉄ソコーリニチェスカヤ線のルビャンカ駅とパールク・クリトゥールイ駅の2箇所で連続して爆発が起きた。
まず午前7時55分にルビャンカ駅に停車中の列車の前から2両目で爆発が発生し、24人が死亡し20人が負傷した。この爆発から約30分後にルビャンカ駅と同じ路線で4駅離れたパールク・クリトゥールイ駅で停車中の車両に前から3両目で爆発が発生し12人が死亡し15人が負傷した。
事件の発生した時刻はラッシュアワーで地下鉄は多くの利用客で混雑していたため現場は大混乱に陥った。数時間にわたり地下鉄の運行はストップし、モスクワ中心部への通行は停止された。市民はバスなどの代替輸送手段を利用することになったが、地下鉄の運行が事故現場以外で再開しても爆発を恐れて地下鉄の利用を取りやめる市民が多く見られた。

## ロシア政府やロシア検察関係当局の反応と対応
ロシア検察当局はルビャンカ駅の爆発には4キログラム、パールク・クリトゥールイ駅の爆発には1.5から2キログラムほどのプラスチック爆弾が使用された可能性を発表した（ただしTNT爆薬換算）。さらに駅の防犯カメラには不審な2人の女性の姿が映されていた。それを怪しいと感じたロシア検察は捜査を開始、その結果その女性2人による自爆テロであったと判明した。
さらにアレクサンドル・ボルトニコフ連邦保安庁（FSB）長官は、ドミートリー・メドヴェージェフ大統領に「北カフカス地域につながりのある女性の自爆テロ」と報告。メドベージェフ大統領は「テロリストに対する作戦は最後まで揺るぎなく続く」と言明。さらに事件発生当日の夕方には事件現場の一つルビャンカ駅を訪れ、献花台に花を捧げた。「彼ら（テロの犯人）を追跡して抹殺する」と発言した。メドベージェフ大統領は、全ロシアの交通網のテロ防止の警備を強化する大統領令に署名すると意向を示し、同時に当局に徹底的な捜査を指示した。
また、東シベリアを訪問していたウラジーミル・プーチン首相は、事件の一報を知ると「テロ実行犯は必ず壊滅される」と語り、急遽モスクワへ戻った。

## 被害
- ルビャンカ駅での爆発

死者:25人（さらに犯人1人が死亡）
負傷者:約20人
- パルク・クリトゥーリ駅での爆発

死者:12人（さらに犯人1人が死亡）
負傷者:約15人
- 合計

死者:37人（犯人2人をあわせると39人）
負傷者:35人
負傷者の数は後に100人に上ると発表された。

## 捜査と犯行
インタファクス通信によると、18歳から20歳と思しき2人の女性がユーゴ・ザパドナーヤ駅から列車に乗り込んでいるのを防犯カメラが捕らえていること、さらにスラブ系の容貌をした女性2人とひげを生やした男性がそれに付き添っているのを警察官が目撃している。
捜査当局は北カフカスのチェチェンのイスラム過激派による犯行での可能性を指摘している。捜査当局はロシア刑法205条（テロ対策法）に基づき捜査を開始している。現在上記の犯行の共犯と考えられている2人の女性と1人の男性の3人の捜索するため各地の検問を強化している。

### 犯行
2人の女性は連続して自爆テロを起こしたと考えられている。FSBはこの、遺体が回収された『チェチェンのさまざま年代の≪黒い未亡人≫』は北カフカスの反政府組織の構成員の未亡人に由来していると主張している。最初の爆発は4キログラムのTNT爆薬によってなされ、また黒髪の女性によって実行された第2の爆発は2キログラムのTNT爆薬を使用したものと考えられている。2人とも顔は損傷しておらず、爆弾は腰につけて使用されたであろうと考えられる。両方の爆弾とも爆風による破壊力を増強するためにナットやボルトなどの金属片が詰め込まれていた。
事件から5日目にあたる4月2日には捜査当局は2人女性自爆犯のうち、2度めの爆発を起こした容疑者の身元を遺体のDNA鑑定で特定した。それによると容疑者は17歳の女性で、2009年の12月にダゲスタン共和国の戦闘で殺害されたイスラム武装勢力の戦闘員の妻で、ダゲスタン共和国出身のジェネット・アブドラフマノワだったと考えられる。二人が正式な夫婦だったどうかは不明である。
さらに4月5日には最初の爆発を起こした容疑者はダゲスタン共和国マハチカラ在住の28歳の女性であることが判明した。この女性は情報科学の教師で、彼女の家族によると3月28日に母親とマハチカラの市場に行ったときに行方不明になっていた。

### 犯行声明
事件から2日後の4月1日に北カフカスの武装勢力のウェブサイト『カフカスセンター』において武装勢力の指導者でカフカス首長国の首長（アミール）を自称しているドク・ウマロフが犯行声明を出すビデオ映像が流された。ビデオの中でウマロフは今回のテロは「プーチン政権の北カフカス政策への報復である」とテロの関与を認め、さらに「これからもロシア領内でテロが起きるだろう」とテロを予告した。テロの直接の原因として2月11日にロシア保安庁がダゲスタン共和国で実施した特殊作戦への報復をあげている。ビデオ映像は事件のあった3月29日に撮影されたものと考えられる。一方、事件直後にロイター通信はイスタンブール発の報道として、武装勢力のスポークスマンが事件への関与を否定していることを配信しているが、チェチェン独立派は、テロ事件直後にさも犯行を否定するかのような発表を行っておきながら、最終的には犯行を認める事例が過去にも存在している。

## 国際社会の反応
この事件を受けて各国はロシア政府に対して哀悼の意が送るとともに、テロへの非難の表明がなされた。
- カナダのガティノーで開催されているG8外相会議では「卑劣なテロを強く非難する」との声明がだされた。この声明で、テロの実行犯らの訴追を強く求めるとともに、G8の外相が国連を中心としたテロ対策に尽力していくと強調した[11]。
- 国際連合安全保障理事会では「国際平和と安全保障に対する脅威で、最大限に強く非難する」との声明が報道向けに出された。潘基文国連事務総長もテロについて「罪のない多くの市民の生命を奪うもので強く非難する」との声明を出した[12]。
- 日本では平野博文内閣官房長官が3月29日の記者会見で「テロだということであれば断じて許されない。強く非難しなければならない」と述べ[13]、30日には鳩山由紀夫内閣総理大臣がメドベージェフ大統領に哀悼の意のメッセージを送り、その中で「テロ行為による無差別殺人は断じて許されず、いかなる理由をもってしても正当化されるものではない」と語った[14]。
- 韓国メディアのコリアタイムス(en)が30日の紙面に風刺画を掲載し、ロシア外務省が「地下鉄爆破テロを侮辱したものである」と強く非難。駐韓ロシア大使館が同社に対し謝罪を要求した[15]。しかし同社は4月2日に別の風刺画を掲載、6日にロシア連邦政府が正式な謝罪を求めた[16]。

## 脚註
1. ↑  「連続テロか、モスクワ地下鉄駅２カ所で爆発　死傷者多数」『asahi.com』朝日新聞社、2010年3月29日。オリジナルの2010年3月30日時点におけるアーカイブ。2010年3月30日閲覧。
2. ↑  「モスクワ地下鉄爆破、テロと断定　２駅で死者３８人」『asahi.com』朝日新聞社、2010年3月29日。オリジナルの2010年4月1日時点におけるアーカイブ。2010年3月30日閲覧。
3. ↑  「【モスクワ地下鉄テロ】自爆犯はいずれも女か」『MSN産経ニュース』2010年3月29日。オリジナルの2010年4月1日時点におけるアーカイブ。2010年3月30日閲覧。
4. ↑  「モスクワ地下鉄連続爆破テロ：スラブ系に共犯者か　実行犯付き添い、ひげの男情報も」『毎日jp』毎日新聞社、2010年3月30日。オリジナルの2010年4月5日時点におけるアーカイブ。2010年3月30日閲覧。
5. ↑  「プーチン首相「テロ実行犯は必ず壊滅される」」『スポーツニッポン』2010年3月30日。オリジナルの2010年4月2日時点におけるアーカイブ。2010年3月30日閲覧。
6. ↑  「プーチン首相、徹底捜査命じる　ロ地下鉄爆破、死者３９人に」『47NEWS』（共同通信社）2010年3月30日。オリジナルの2010年4月2日時点におけるアーカイブ。2010年3月30日閲覧。
7. ↑  「Moscow bombing: who are the Black Widows」『Telegraph』2010年3月29日。オリジナルの2010年4月1日時点におけるアーカイブ。2010年3月30日閲覧。
8. ↑  「モスクワ地下鉄　自爆犯は1人は17歳少女」『AFPBB』2010年4月2日。2011年1月11日閲覧。
9. ↑  「【モスクワ地下鉄テロ】もうひとりの自爆犯は２８歳女性教師　ロシア紙が報道」『MSN産経ニュース』2010年4月5日。オリジナルの2010年10月25日時点におけるアーカイブ。2011年1月11日閲覧。
10. ↑  「モスクワ地下鉄テロ「プーチン氏に報復」　武装勢力声明」『asahi.com』朝日新聞社、2010年4月1日。オリジナルの2010年4月2日時点におけるアーカイブ。2010年4月1日閲覧。
11. ↑  「【モスクワ地下鉄テロ】「卑劣なテロを強く非難する」　Ｇ８外相が声明」『MSN産経ニュース』2010年3月30日。オリジナルの2010年4月5日時点におけるアーカイブ。2010年3月30日閲覧。
12. ↑  「国連安保理テロを非難」『産経新聞』2010年3月30日。
13. ↑  「テロ、断じて許さない＝平野官房長官」『時事通信』2010年3月29日。
14. ↑  「地下鉄テロを非難＝ロシア大統領に哀悼の意＝鳩山首相」『時事通信』2010年3月30日。
15. ↑  「韓国メディアがロシアの地下鉄テロを風刺画に、ロシアは「侮辱」と強い不満」『サーチナ』2010年4月7日。オリジナルの2010年6月11日時点におけるアーカイブ。2010年4月7日閲覧。
16. ↑  “韓国紙の「モスクワ地下鉄テロ」風刺画、ロシア人は「配慮に欠ける」と激怒”. サーチナ (2010年4月14日). 2010年4月17日時点のオリジナルよりアーカイブ。2010年4月14日閲覧。